# Mio papà scrive la guerra
Mio papà scrive la guerra è un libro di Luigi Garlando edito dalla Edizioni Piemme nella collana Il battello a vapore ed uscito nel 2005.
"Ti sei messo a tavola con noi all'ora di cena. Capotavola, per la precisione. La tua faccia ha riempito per intero la televisione, mentre la signorina del telegiornale raccontava che erano stati rapiti quattro giornalisti, e uno è italiano. Tu, Papà."